# Ogovia alticola
Ogovia alticola är en fjärilsart som beskrevs av François Louis Nompar de Caumont de Laporte 1974. Ogovia alticola ingår i släktet Ogovia och familjen nattflyn. Inga underarter finns listade i Catalogue of Life.